# BBC Three
BBC Three a brit BBC közszolgálati műsorszolgáltató harmadik csatornája. A csatorna célközönsége a 16 és 34 év közöttiek. A csatorna este 7-től hajnali 5-ig sugároz. Sávban osztozkodik a CBBC-vel.

## Története
2001 végén úgy döntött a BBC hogy két Digitális TV csatornáját (BBC Choice, BBC Knowledge) átnevezi. Először 2002-ben a BBC Knowledge-t BBC Four-ra nevezte át, majd 2003-ban a BBC Choice-t BBC Three-re. Ugyanakkor meg kellett változtatni a formátumát mivelhogy túlzottan hasonlít a kereskedelmi riválisaira (ITV2, E4) és szükségtelen volna versengeni. A csatorna végül a BBC Four indulása után 11 hónappal 2003. február 9-én indult el. 2008-ban új arculata lett. A 2012-es olimpiai játékok alkalmával a csatorna 24 órás lett hogy (részben) közvetíthesse az olimpiai eseményeket.

## Műsorai
Legfőképp a 16–34 év közötti korosztályt célozza meg. Ennek az oka hogy túl nehezen tudott versenyezni a vetélytársaival. A csatorna műsorai vígjátékokból, drámákból, spin-off sorozatból és a BBC One és Two csatornák műsorainak ismétléséből áll.

### Legnézettebb filmjei
| #  | Műsor                            | Epizód                  | Nézők száma (ezer) | Dátum               |
| -- | -------------------------------- | ----------------------- | ------------------ | ------------------- |
| 1  | EastEnders Live: The Aftermath   | –                       | 4 537              | 2010. február 19.   |
| 2  | 2012. évi nyári olimpiai játékok | –                       | 4 289              | 2011. augusztus 11. |
| 3  | Torchwood                        | A változás kora         | 2 519              | 2006. október 22.   |
| 4  | Torchwood                        | A szex ördöge           | 2 498              | 2006. október 22.   |
| 5  | A Leggyengébb Láncszem           | East Enders különkiadás | 2 005              | 2010. február 19.   |
| 6  | Family Guy                       | Lottóláz                | 1 961              | 2012. május 20.     |
| 7  | EastEnders                       | 2011. december 1-i adás | 1 956              | 2011. december 1.   |
| 8  | EastEnders                       | 2009. június 7-i adás   | 1 907              | 2009. június 7.     |
| 9  | Gavin & Stacey                   | 2. évad, 1. rész        | 1 894              | 2008. március 16.   |
| 10 | Gavin & Stacey                   | 2. évad, 2. rész        | 1 869              | 2008. március 16.   |

## A kultúrában
A kultúrában szerepelt például a Ki vagy, doki? sorozat 59. történetében létezett egy BBC 3 TV nevű csatorna (a hetvenes években már a BBC tervezett indítani egy harmadik csatornát indítani, és a részt a úgy írták, hogy a közeljövőben játszódott) egy régészeti eseményt közvetít.

## Fordítás
- Ez a szócikk részben vagy egészben  a   BBC_Three című angol Wikipédia-szócikk fordításán alapul.  Az eredeti cikk szerkesztőit annak laptörténete sorolja fel. Ez a jelzés csupán a megfogalmazás eredetét és a szerzői jogokat jelzi, nem szolgál a cikkben szereplő információk forrásmegjelöléseként.